# Castell Haller d'Ogra
El castell Haller d'Ogra és un conjunt arquitectònic construït per la família Haller a Ogra, a la província de Mureș. A prop de la carretera europea E60, que correspon a la DN15 (Turda - Târgu Mureş), el castell puja serenament a la vora del riu Mureş. L'edifici fou construït al segle xvii i conserva els elements del barroc tardà.
Els fonaments del castell d'Ogra es van col·locar al segle xvii. El celler conserva l'estil original d'aquest edifici. El què veiem avui es va construir entre els segles xviii i xix, sent el seu estil post-barroc. L'edifici va ser nacionalitzat pels comunistes al 1949. Durant el període comunista a l'interior del castell hi havia una escola, un internat i consells populars. Després que la família Haller va tornar al castell quan va caure el comunisme, va ser venuda a la família Foris a Târgu Mureş. Des del 2011, el castell funciona com a celler-restaurant pensat per convits.

## Galeria

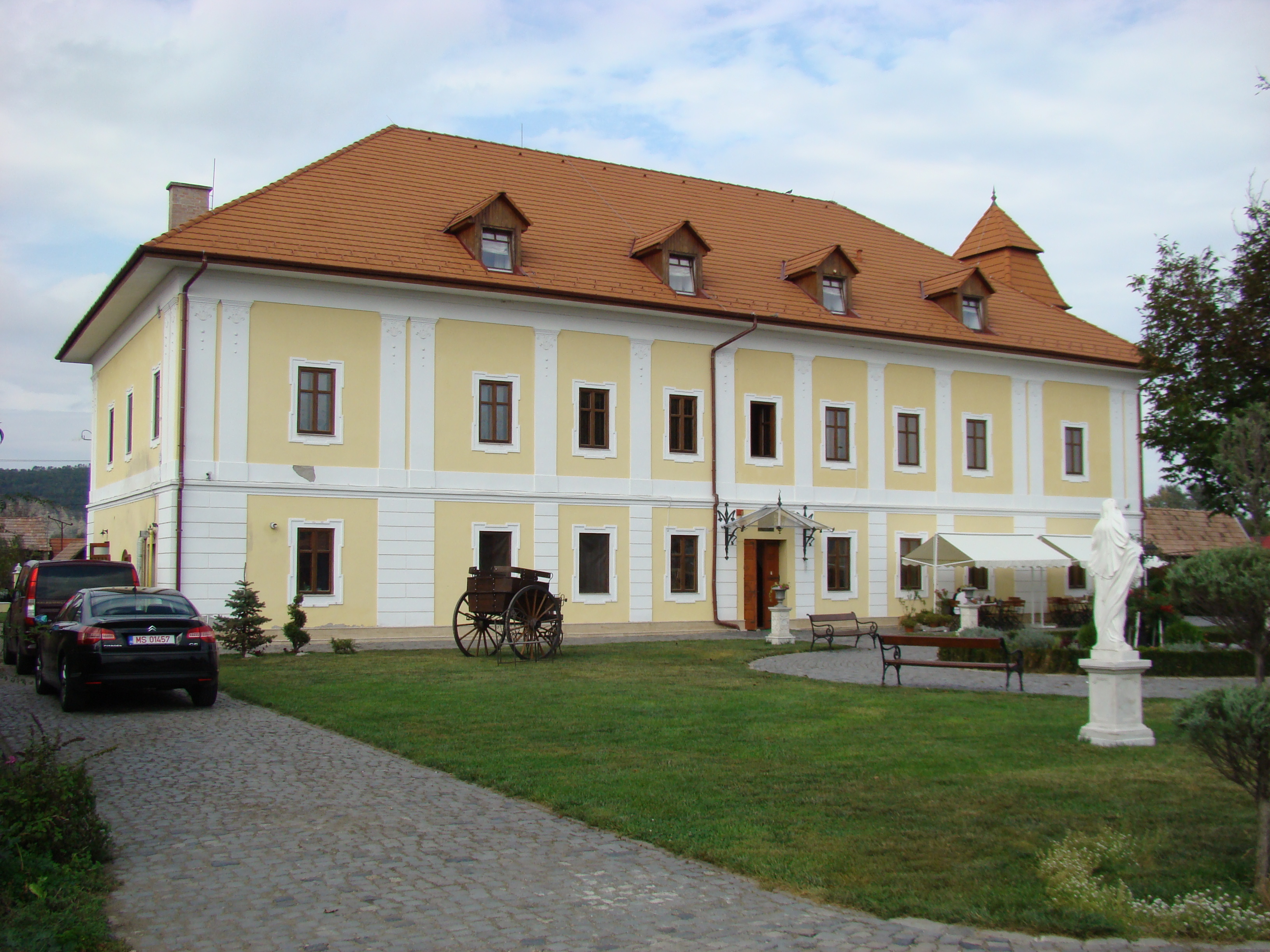
Castell Haller
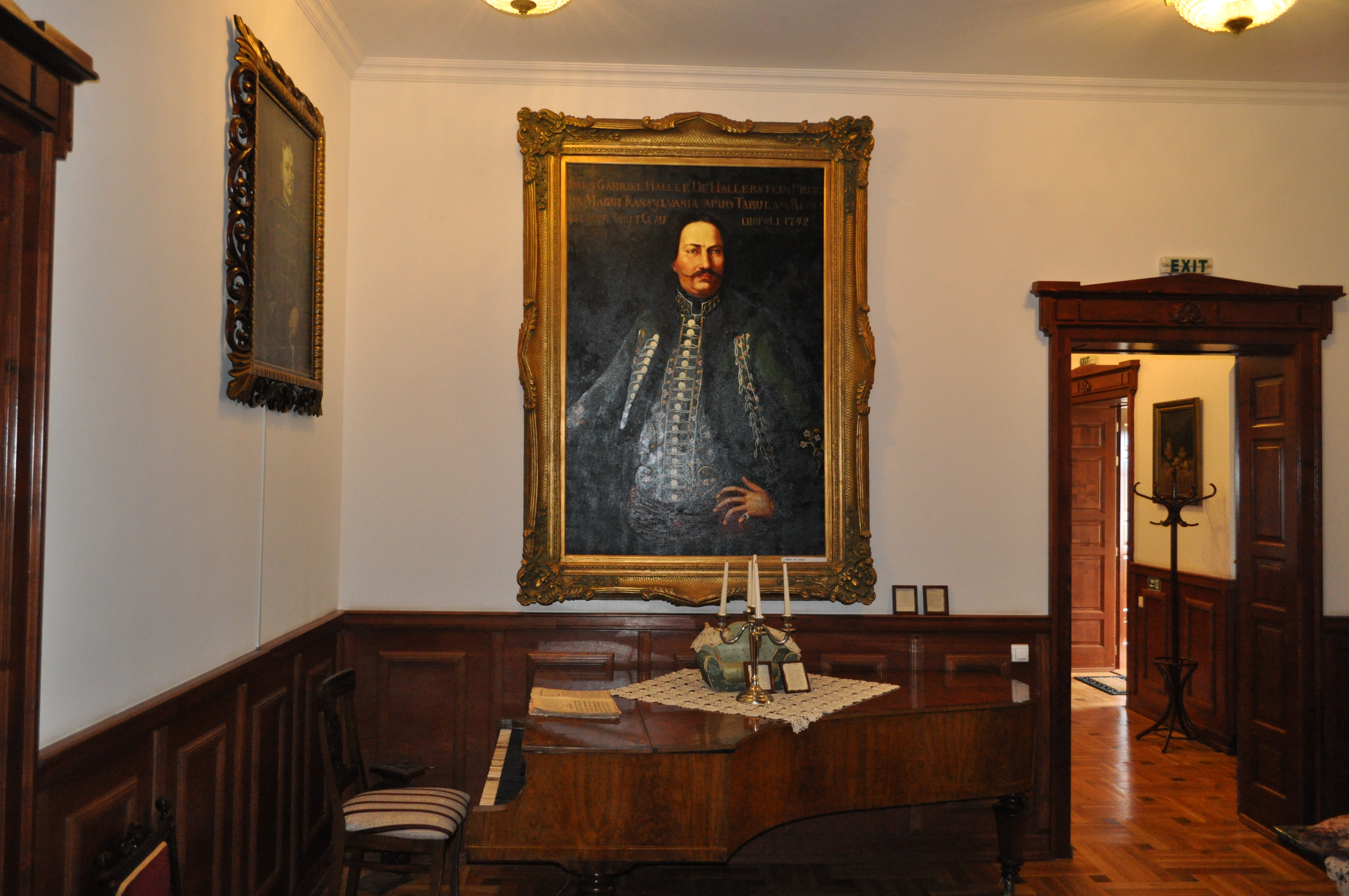
Interior del Castell Haller
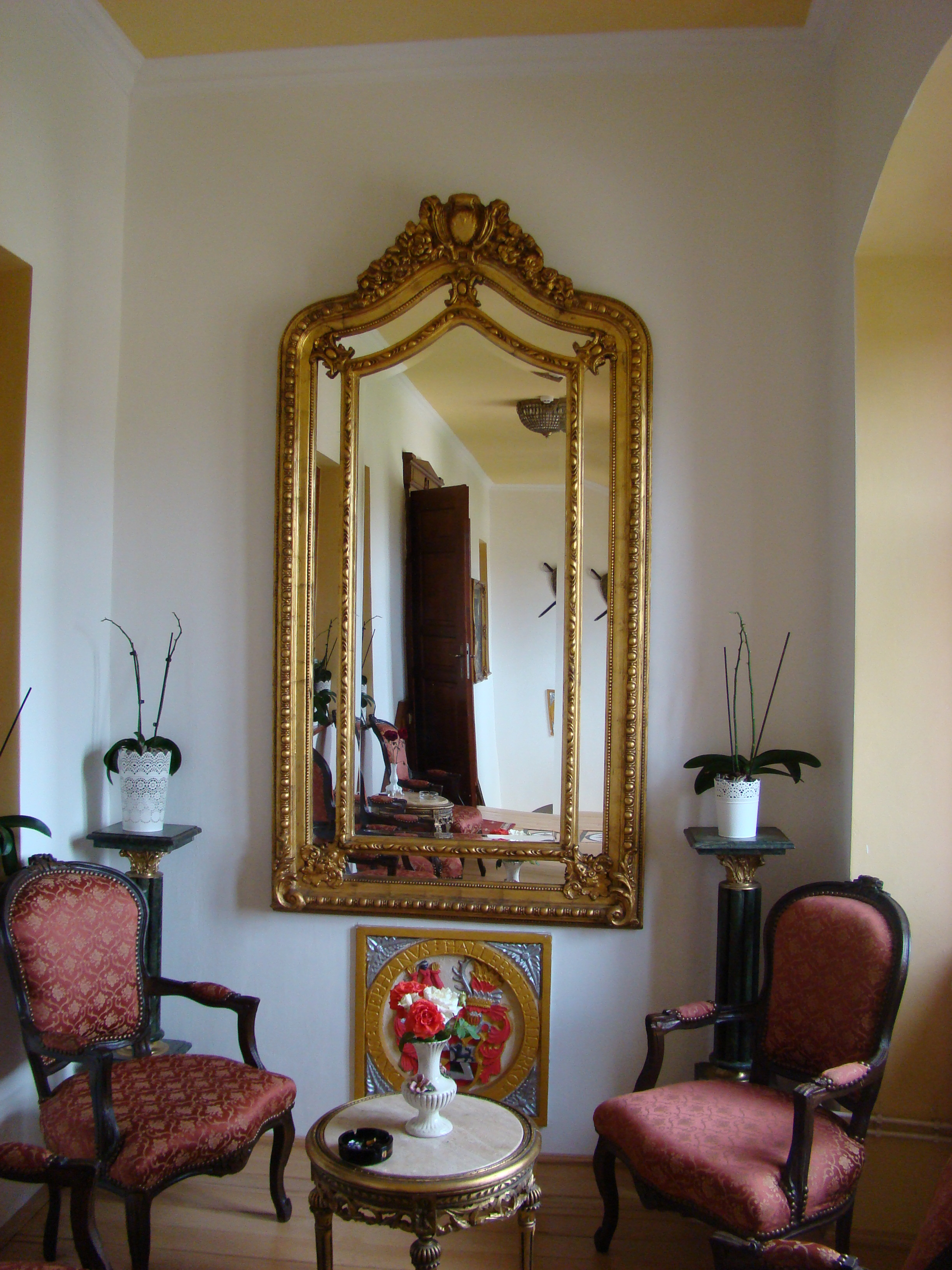
Rebedor del Castell Haler
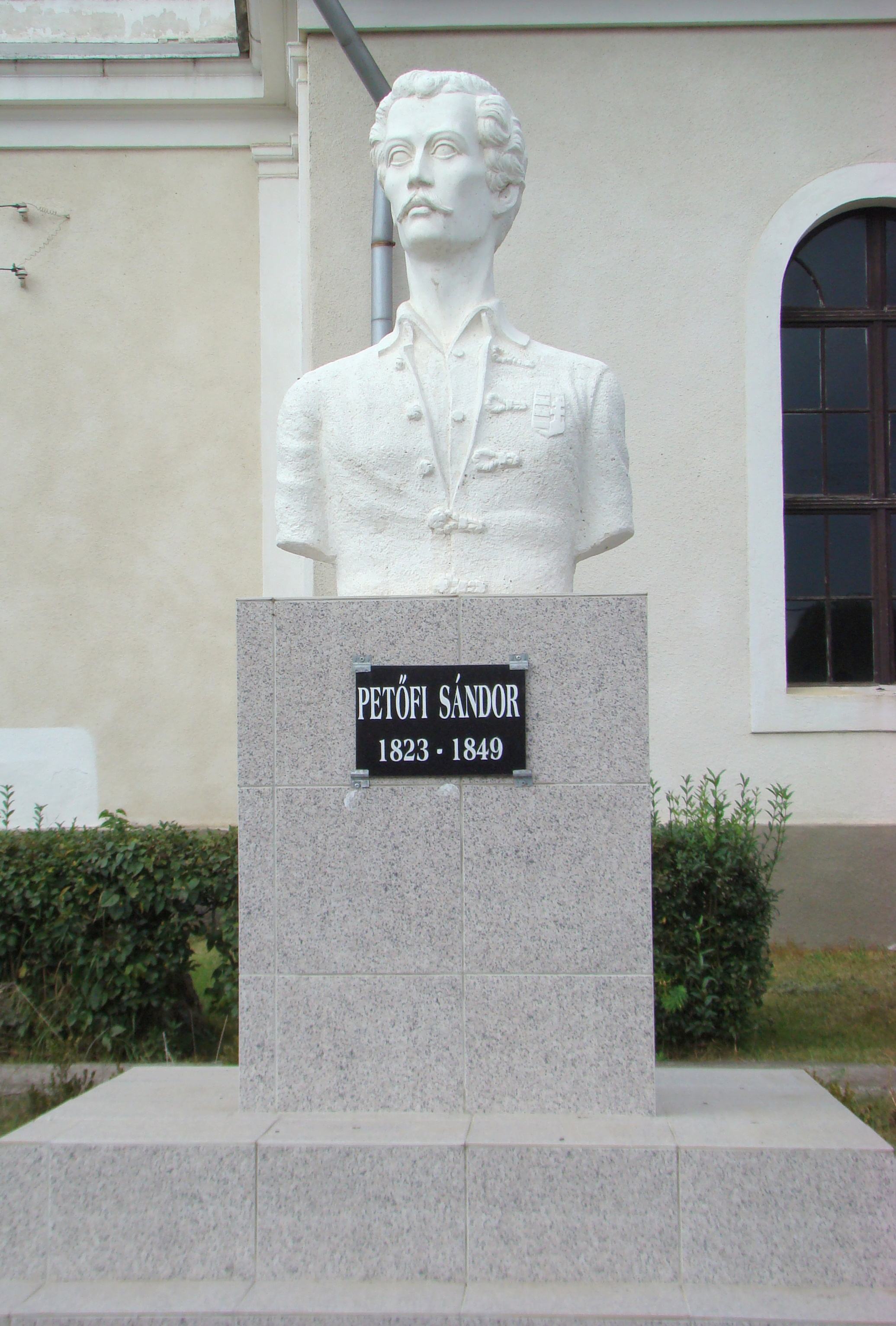
Bust de Sándor Petőfi
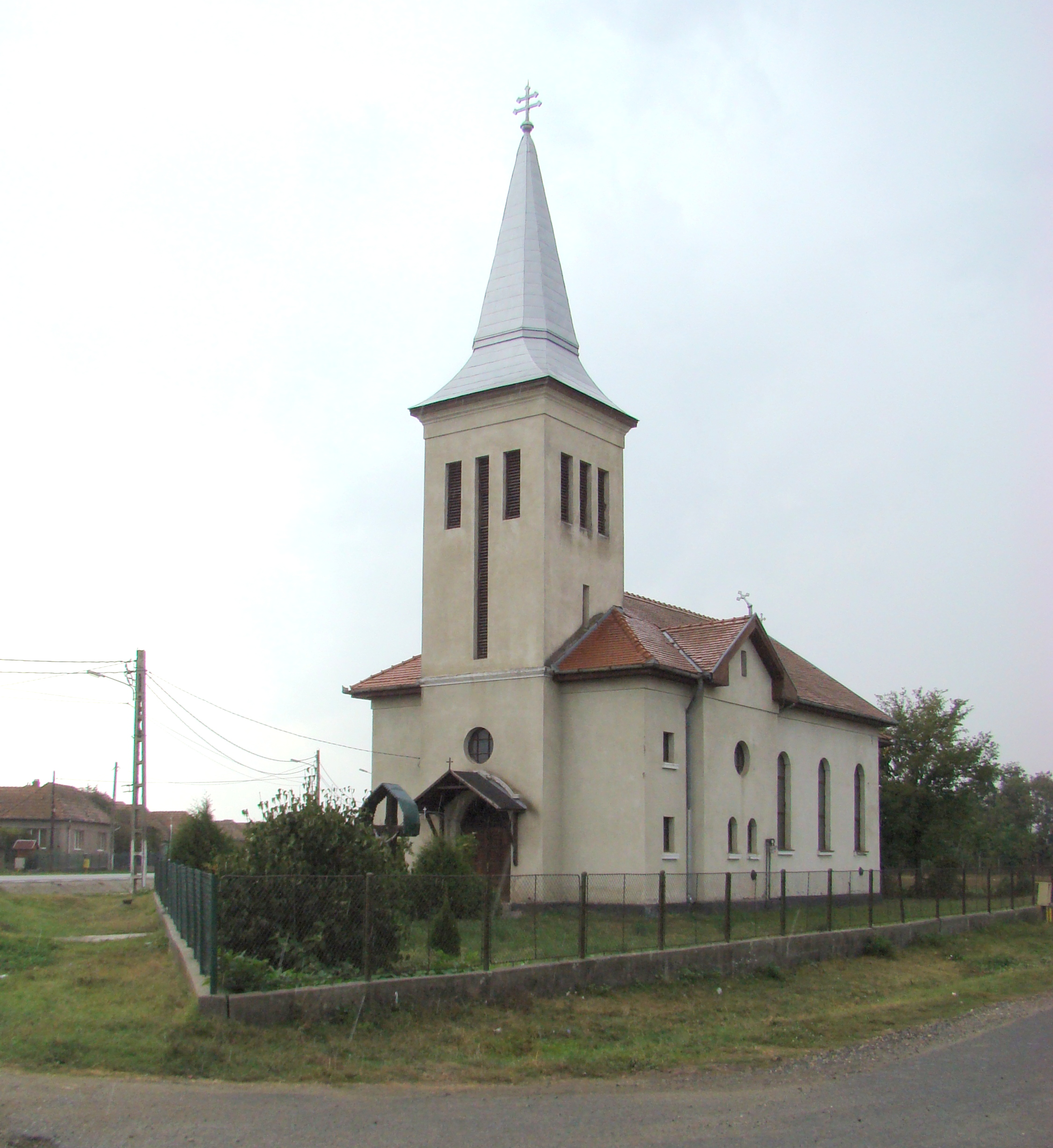
Església romano catòlica
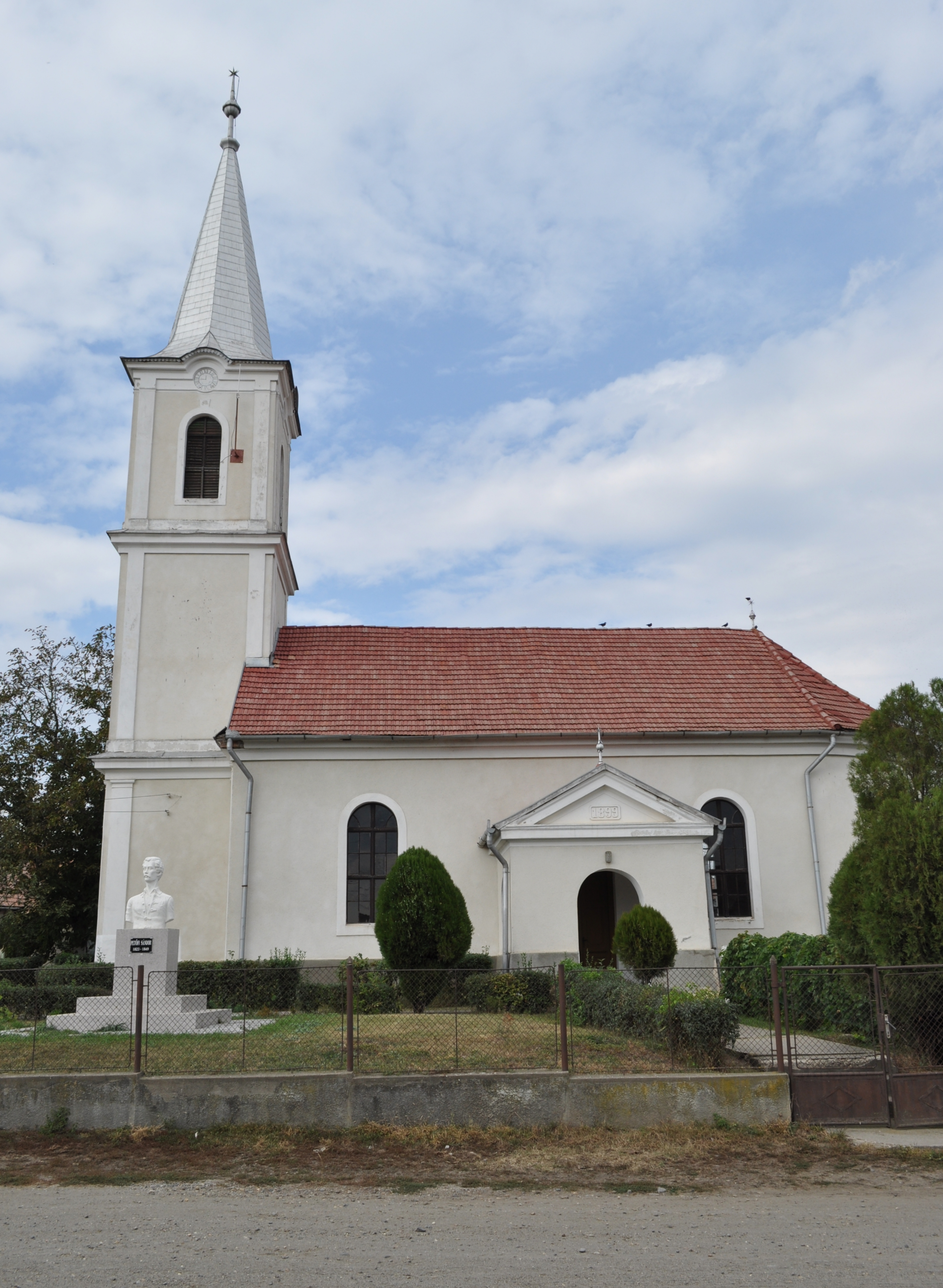
Església reformada
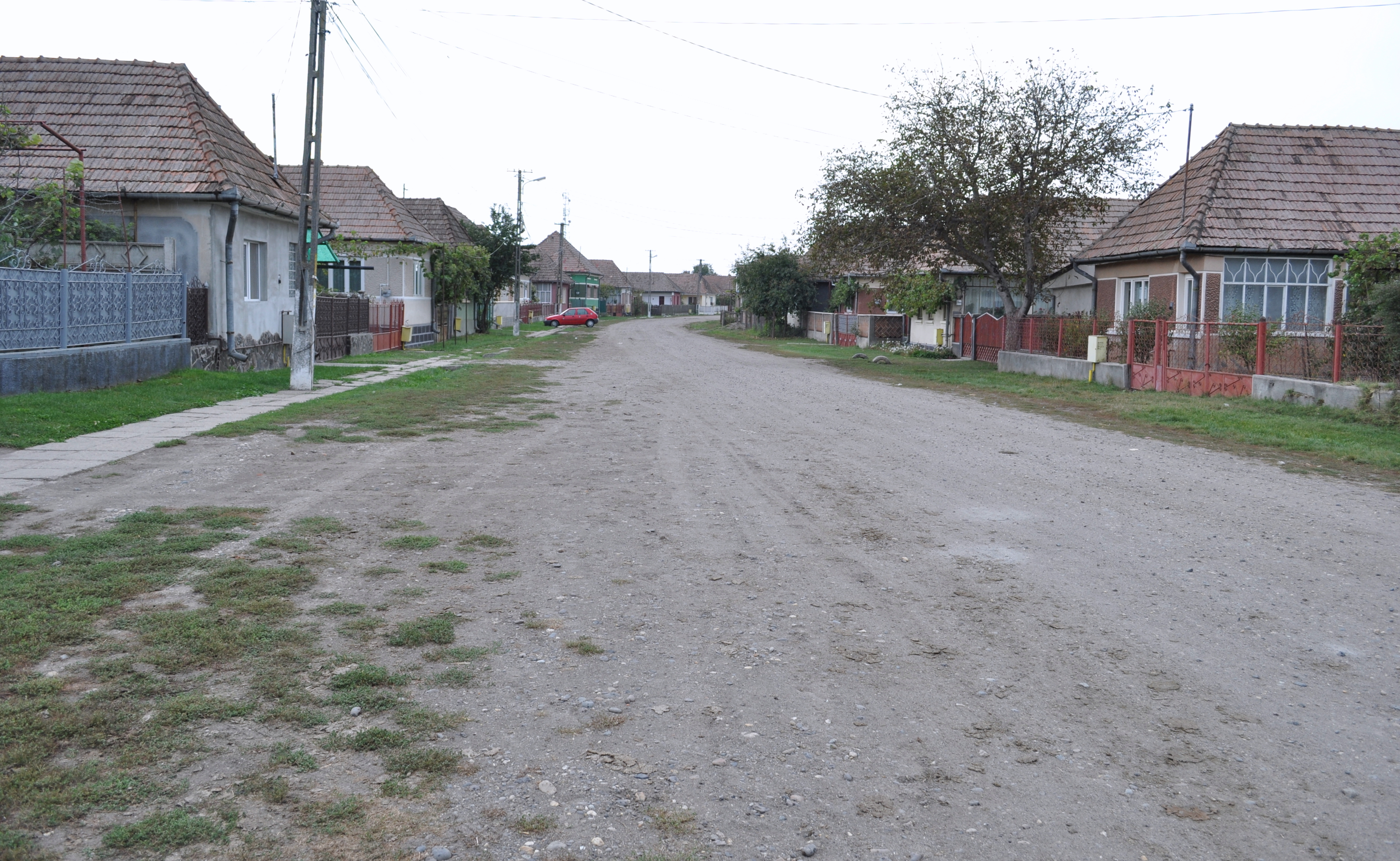
Ogra
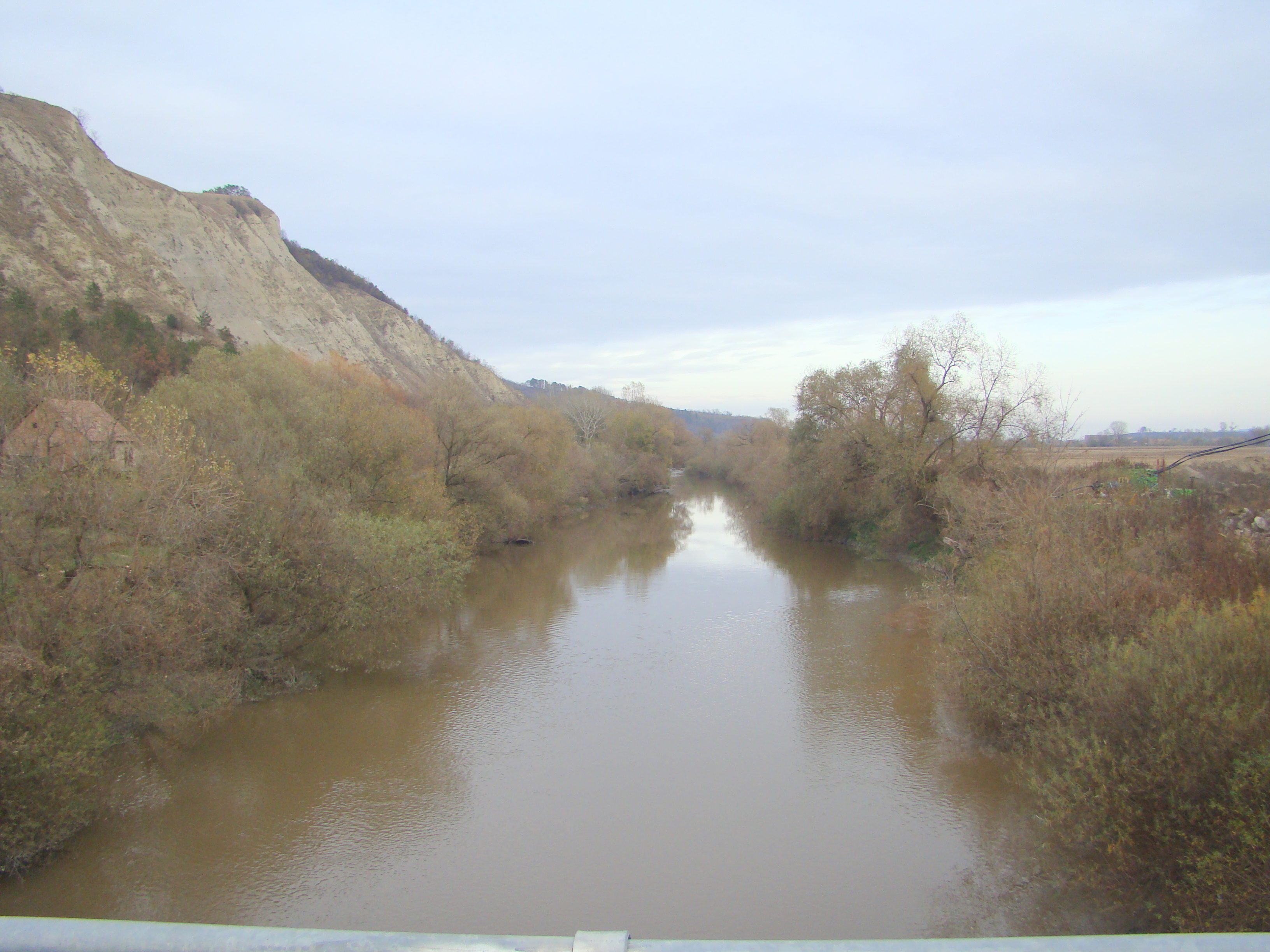
Riu Mures a Ogra

## Referència
1. ↑  «Castell d'Haller: Història». Arxivat de l'original el 2018-03-14. [Consulta: 25 gener 2019].